# بهاونیپاتنا
بهاونیپاتنا (به انگلیسی: Bhawanipatna) یک منطقهٔ مسکونی در هند است که در بخش کالاهاندی واقع شده‌است. بهاونیپاتنا ۸۳٬۷۵۶ نفر جمعیت دارد و ۲۴۸ متر بالاتر از سطح دریا واقع شده‌است.